# Massacro di Gurka Połonka

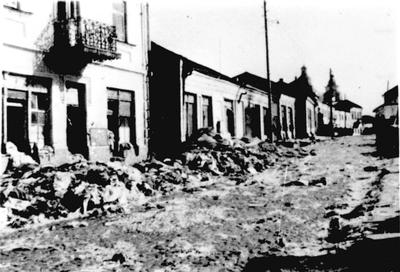
Le vie del ghetto di Łuck, dopo la liquidazione dell'intera popolazione ebraica nel massacro di Gurka Polonka

Il massacro di Gurka Polonka, avvenuto nel contesto dell'Olocausto, riguardò lo sterminio, avvenuto tra l'agosto e il dicembre 1942 attraverso esecuzioni sommarie, di circa 26.500 ebrei provenienti dal ghetto di Łuck (oggi Luc'k in Ucraina) e dalle zone limitrofe ad opera dei nazisti e di collaborazionisti locali. La località nella foresta fu scelta per il suo isolamento, ma anche per il suo facile accesso a pochi chilometri dalla città.

## La storia
Nel 1939, vivevano a Łuck (allora in Polonia) 16.000 ebrei, l'equivalente del 40% dell'intera popolazione della città. Con la spartizione della Polonia, la città venne a trovarsi in territorio sovietico. Il numero degli ebrei crebbe ulteriormente a causa dell'afflusso di rifugiati dalla Polonia occidentale, raggiungendo le 19.500 unità. Con l'arrivo delle truppe tedesche cominciarono subito le intimidazione e le uccisioni in pogrom o in esecuzioni sommarie nel Castello di Lubart. Nel dicembre 1941, 19.000 ebrei furono concentrati nel ghetto della città. Il tasso di mortalità si fece subito molto alto per via della fame, del sovraffollamento e delle malattie. Nell'agosto 1942 le autorità tedesche decisero di liquidare il ghetto, uccidendone tutti gli abitanti.
La sera del 18 agosto 1942 uomini della gendarmeria e poliziotti ausiliari ucraini circondarono il ghetto. Il 19 agosto agli ebrei fu ordinato di riunirsi in piazza Bazarnaya per registrarsi. Dopo che la registrazione fu completata, fu selezionato un gruppo di lavoratori, mentre a tutti gli altri fu detto di trovarsi la mattina dopo allo stesso punto di raccolta. Le persone selezionate, insieme ai membri dello staff dell'ospedale ebraico, furono portati nella foresta di Gurka Polonka (in ucraino: Hirka Polonka) a circa 8 chilometri a sud-ovest di Łuck. Ad essi si unirono, nei pressi del villaggio di Polonka, un gruppo di uomini ebrei del campo di lavoro di Krasne, alcuni lavoratori municipali e residenti delle località circostanti. Fu ordinato loro di scavare diverse grandi fosse comuni nel corso di 24 ore. Tra il 20 e il 23 agosto uomini, donne, bambini e anziani ebrei, che erano stati tutti raccolti in piazza Bazarnaya, furono caricati in gruppi di 35-40 su diverse dozzine di camion e, sotto la guardia della Gendarmeria e della polizia ausiliaria ucraina, portati a Gurka Polonka. Anche i bambini dell'orfanotrofio ebreo locale furono portati sul sito. Secondo una testimonianza, alcuni membri dello staff dell'ospedale e membri delle loro famiglie si suicidarono. Questa testimonianza ha anche affermato che quando gli ebrei venivano caricati su camion e portati dalla città al luogo dell'assassinio, venivano suonati allegri canti dagli altoparlanti posizionati in giro per la città. Josef Glueck, l'ufficiale della SA che era, tra le altre cose, responsabile degli affari ebraici presso l'ufficio Gebietskommissar, era presente durante la liquidazione del ghetto. 
Al loro arrivo a Gurka Polanka, gli ebrei erano costretti a scendere dai camion e a spogliarsi nudi. Coloro che opponevano resistenza erano picchiati dai poliziotti ucraini. Gli anziani e gli infermi erano prelevati dai camion dai poliziotti ucraini e della gendarmeria e gettati direttamente nelle fosse. Gli "abili", in gruppi da 6-8 persone, erano costretti a sdraiarsi anch'essi nelle fosse a faccia in giù, e poi uccisi a colpi di mitragliatrice alla nuca dagli ufficiali di gendarmeria. Quando l'operazione era completata, un altro gruppo di vittime veniva fatto sdraiare sopra i cadaveri e ucciso alla stesso modo, finche' la fossa non fosse completamente riempita. 
I lavoratori e gli uomini del comune della zona coprivano le vittime con la terra. I poliziotti ausiliari ucraini davano il colpo di grazia a quanti apparivano essere ancora in vita. Gli abiti delle vittime erano portati in camion in città, dove erano selezionati per essere riusati. Tutte le proprietà e le case delle vittime furono requisite e date a non ebrei, per rafforzare la loro connivenza. 
I massacri continuarono anche nei giorni seguenti fino al 3 settembre perche' la polizia ucraina continuava a trovare centinaia di ebrei nascosti nel ghetto o in città. Da settembre, il Castello di Lubart fu preferito come luogo di esecuzione dei fuggitivi, ma il 14 settembre un altro gruppo fu condotto a morire a Gurka Polanka. Heinrich Lindner, il Gebietskommissar di Łuck, fu il coordinatore di queste operazioni di rastrellamento e uccisione.
Un ultimo gruppo di ebrei, proveniente dal campo di lavoro di Bolesław Chrobry, fu ucciso a Gurka Polanka il 12 dicembre 1942 ad opera di un'unità delle SS.
Alla fine un totale di 26.500 ebrei furono uccisi a Gurka Polonka da Łuck e dalle zone limitrofe . Quando le truppe sovietiche liberarono Łuck nel 1944 vi trovarono solo 150 ebrei sopravvissuti in clandestinità.

## La memoria
Nel 1944, poco dopo la liberazione di Łuck, una targa commemorativa sormontato dalla stella di David fu posta a Gurka Polonka dagli ebrei sopravvissuti in città e nei suoi dintorni. L'iscrizione bilingue in ebraico e in russo ricordava "gli ebrei della città di Łuck che furono brutalmente assassinati dai carnefici di Hitler. Seguivano le date delle esecuzioni: 20 agosto - 3 settembre 1942, 14 settembre 1942, e 12 dicembre 1942.
Nel 1986 fu eretto un monumento in cemento nel sito, sempre per iniziativa degli ebrei locali. Durante la sua dedicazione si svolse una cerimonia commemorativa nel sito.
Il 10 giugno 1990, poco prima della disgregazione dell'Unione Sovietica, fu eretto un più imponente monumento in memoria alle vittime locali dell'Olocausto. La costruzione fu finanziata da individui locali, autorità della contea di Łuck e ebrei originari di Łuck che vivevano negli Stati Uniti o in Israele. 
Il monumento è composto da tre lastre di marmo ed è situato su una collina artificiale nel centro del memoriale e circondato da una recinzione di ferro e alberi. La lastra anteriore del monumento ha un'immagine di filo spinato sulla sinistra, che simboleggia i prigionieri del ghetto di Łuck che sono stati uccisi nel sito, e sulla destra, l'immagine di una candela accesa che simboleggia la memoria. 
L'iscrizione in ucraino, in yiddish e in ebraico ricorda le vittime ebree degli eccidi. Da allora, ogni anno, ad agosto, si è tenuto un servizio commemorativo guidato da Sergei Shvardovskyi, capo della comunità ebraica progressista di Łuck, con la partecipazione delle autorità della contea, dei bambini delle scuole, degli ebrei locali e provenienti da Israele o dagli Stati Uniti. 
Nel 2007 alcuni frammenti di pietre tombali del vecchio cimitero ebraico demolito (trovato nel sistema fognario della città) sono stati collocati lungo i gradini che conducono al monumento.